# Жаркі-Великі
Жаркі-Великі (пол. Żarki Wielkie, нім. Groß Särchen) — село в Польщі, у гміні Тшебель Жарського повіту Любуського воєводства.
Населення — 524 особи (2011).
У 1975-1998 роках село належало до Зеленогурського воєводства.

## Демографія
Демографічна структура станом на 31 березня 2011 року:
|          | Загалом | Допрацездатний вік | Працездатний вік | Постпрацездатний вік |
| -------- | ------- | ------------------ | ---------------- | -------------------- |
| Чоловіки | 272     | 52                 | 195              | 25                   |
| Жінки    | 252     | 51                 | 142              | 59                   |
| Разом    | 524     | 103                | 337              | 84                   |